# Littleborough (Wielki Manchester)
Littleborough – miasto w Anglii, w hrabstwie ceremonialnym Wielki Manchester, w dystrykcie metropolitalnym Rochdale. Leży 22 km na północny wschód od centrum miasta Manchester. W 2001 miasto liczyło 13 807 mieszkańców.